# Cooper Kupp
Cooper Douglas Kupp (Yakima, Washington, 15 de junio de 1993) más conocido como Cooper Kupp, es un jugador profesional estadounidense de fútbol americano que se desempeña en la posición de wide receiver en los Seattle Seahawks, equipo de la National Football League (NFL).

## Carrera
Fue seleccionado en la tercera ronda en la Reunión Anual de Selección de Jugadores de la NFL de 2017. Hizo su debut profesional con el equipo Los Angeles Rams, donde lleva jugando siete temporadas.
Tuvo una temporada histórica para un WR en el año 2021, donde consiguió la triple corona de receptor con más yardas, pases de TD y recepciones cerrando esa temporada con broche de oro ganando el Super Bowl LVI en contra de los Cincinnati Bengals con el TD ganador a pase de Matthew Stafford consiguiendo el segundo Lombardi de Los Ángeles y el MVP del partido.
En 2025 fue notificado que no seguiria en los Rams, esperando que se resolviera su situación en via de trade pero al no tener ofertas fue cortado por el equipo, mostrando su descontento por la forma en que se manejo su salida.
El 14 de marzo fue fichado por los Seattle Seahawks y dándole el dorsal 10, siendo su primera temporada fuera de Los Ángeles.